# Flensbourg
«  Flensburg » redirige ici. Pour la météorite Flensburg, voir météorite de Flensbourg.
 (septembre 2023).
Le contenu est difficilement compréhensible vu les erreurs de traduction, qui sont peut-être dues à l'utilisation d'un logiciel de traduction automatique.
Flensbourg (en allemand : Flensburg [ˈflɛnsbʊʁk] , en danois et norvégien : Flensborg, en frison septentrional : Flansborj) est une ville du Nord du Schleswig-Holstein, à proximité de la frontière avec le Danemark. Elle est la troisième plus grande ville de ce Land, après Kiel et Lübeck.

## Géographie

### Situation

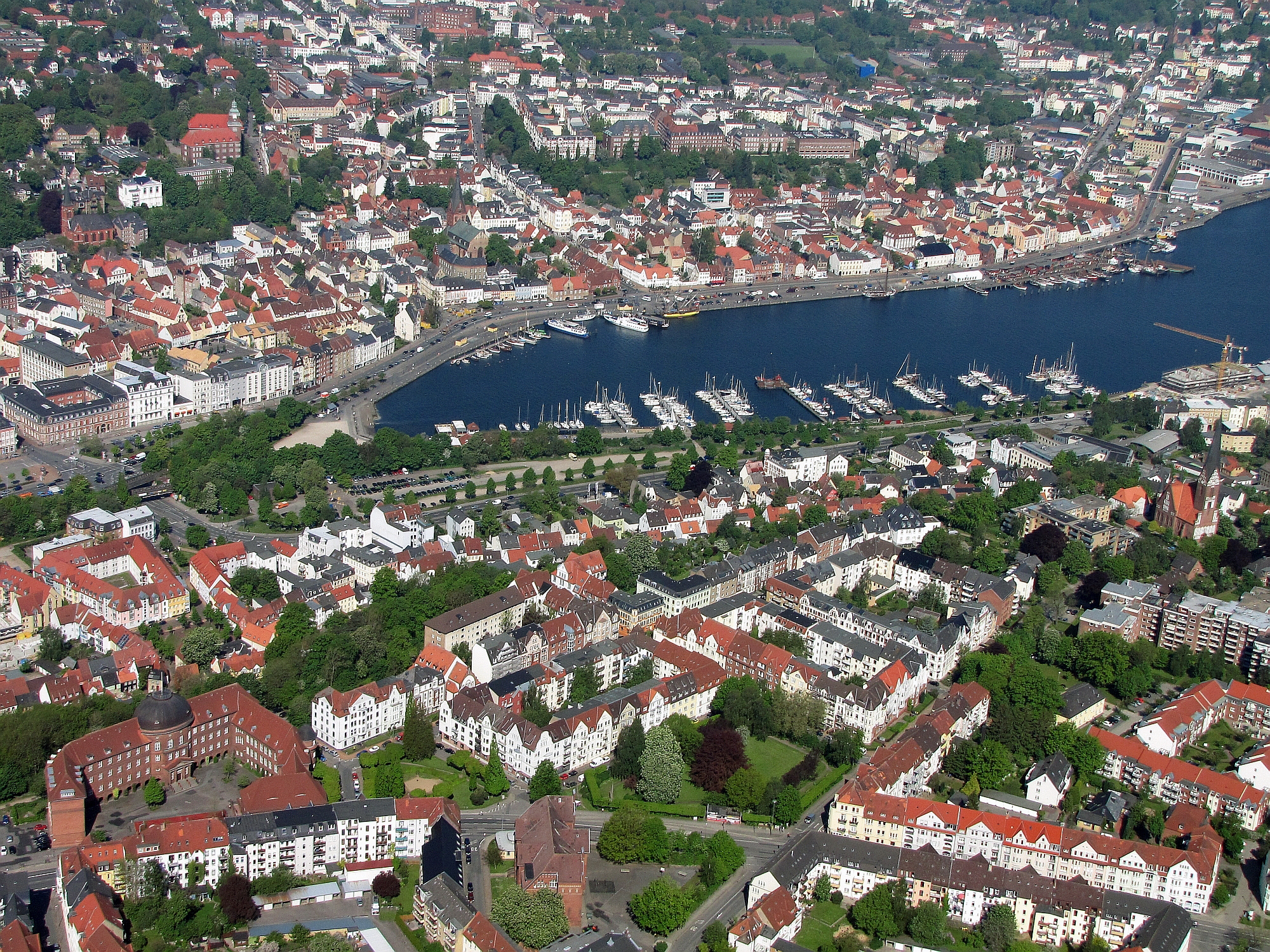
Flensbourg, centre-ville avec port, photo aérienne vue vers le nord-ouest.

La municipalité de Flensbourg se trouve à l’extrémité intérieure du fjord de Flensbourg au nord-ouest de la péninsule d’Angeln, à la frontière germano-danoise au nord du Schleswig-Holstein. Le poste-frontière le plus proche du Danemark se trouve dans la commune voisine de Harrislee, dans le district de Schleswig-Flensburg. Après la ville voisine de Glucksbourg (plus à l’est, sur la rive sud-est du fjord), Flensbourg est la deuxième ville la plus septentrionale de la République fédérale d’Allemagne. La zone urbaine s’étend sur les rives ouest et sud-est du fjord, sur diverses collines. La portion orientale de la ville fait partie de la péninsule d’Angeln. Le point culminant de la ville se situe à 64 m au-dessus du niveau de la mer, tandis que le centre-ville se trouve à une altitude de seulement 3 m.

### Quartiers et communes voisines

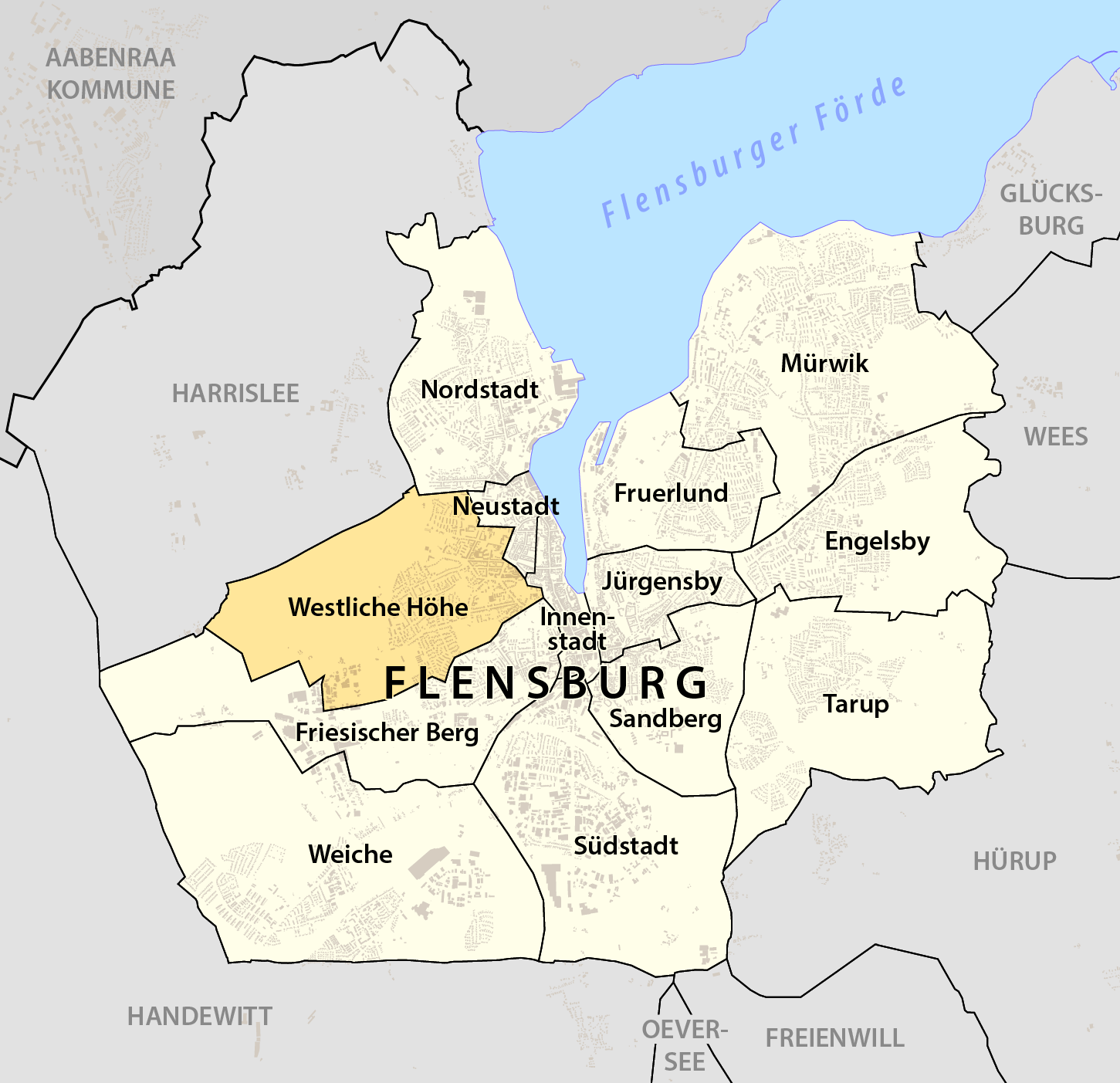
Flensbourg, les quartiers.

La ville de Flensbourg est divisée en 13 quartiers (an Allemand: Stadtteile), qui sont à leur tour subdivisés en un total de 38 districts statistiques. Les limites des quartiers et des districts actuels de la ville ne suivent qu'approximativement les limites historiques des anciennes communautés rurales et les limites historiques des paroisses sur l'ancien territoire de la ville.
Les 13 quartiers de Flensbourg sont nommés Altstadt, Engelsby, Friesischer Berg, Fruerlund, Jürgensby, Mürwik, Neustadt, Nordstadt, Sandberg, Südstadt, Tarup, Weiche et Westliche Höhe.
Les municipalités suivantes de l'arrondissement de Schleswig-Flensbourg et de la région du Danemark du Sud sont limitrophes de la ville de Flensbourg : Glucksbourg, Wees, Hürup, Freienwill, Handewitt, Harrislee (municipalité indépendante).

## Histoire
| Appartenances historiques Duché de Schleswig 1284-1866 Royaume de Prusse (Province du Schleswig-Holstein) 1866-1918 République de Weimar 1918-1933 Reich allemand 1933-1945 Allemagne occupée 1945-1949 Allemagne 1949-présent |

### L'origine du nom Flensbourg
L’origine du nom Flensbourg n’est pas certaine. Une explication se réfère au chevalier Fleno, qui se serait installé près de ce village de pêcheurs et qui aurait construit un château. Après sa mort, ce château du Fleno serait tombé aux mains du duc Knud Laward (1115-1131), qui l’aurait nommé d’après le chevalier. Selon cette explication, le nom du château est alors devenu le nom de la colonie.

### Les débuts de Flensbourg
Les origines de la ville de Flensbourg remontent au XIIe siècle. Les premiers établissements étaient situés autour de l’église St. Jean d’aujourd’hui. Il s’agissait de colonies de pêcheurs, pour lesquelles l’emplacement à la tête du fjord, bien protégé des vents d’est et d’ouest, était idéal.
Au début, la petite ville était plus importante en tant que bureau de douane qu’en tant que colonie commerciale. Au XIIe siècle, cette région était encore très peu peuplée, et les lieux de commerce les plus proches étaient Schleswig au sud et Ribe (aujourd’hui danois) au nord.
À Flensbourg, l’importante route commerciale Ochsenweg, qui s’étendait du sud au nord, croisait la route commerciale qui s’étendait d’ouest en est (à l’ouest par l’actuelle rue « Friesische Straße » et à l’est par l’actuelle rue « Angelburger Straße », dont le nom fait également référence à un château).

### Fondation de la ville marchande de Flensbourg et droit de ville
En plus de la colonie de pêcheurs près de St. Jean, une colonie commerciale fut établie plus au nord dans la zone de l’actuel Nordermarkt (voir photo dans l’encadré d’information), vers 1170 à l’époque du roi Knud VI. On peut supposer que cette fondation provenait du Schleswig voisin et de la Knudsgilde, qui devait plus tard jouer un rôle important parmi les marchands de Flensbourg.
Flensbourg obtint le droit de ville sous le duc Waldemar IV en 1284. Le document correspondant a été initialement rédigé en danois.

### La ville marchande au Moyen Âge et au début des temps modernes
Les luttes entre le Danemark et le Holstein pour la mainmise sur le Schleswig commencèrent en 1409. Deux ans plus tard, la reine Marguerite Ire de Danemark fit ériger la forteresse Duburg, sur la Marienberg, à Flensbourg. En 1412, elle mourut de la peste à Flensbourg. Une grande partie de la population de la ville disparut durant ces épidémies. Les malades étaient placés dans l'hôpital Saint-Jürgen, situé en dehors des murs de la ville. En 1485, une partie de la cité fut ravagée par un gros incendie et, à la même époque, elle connut plusieurs inondations importantes.
Flensbourg avait tout de même fini par entrer dans la Hanse et, lorsque celle-ci chuta au XVIe siècle, elle était l'une des plus importantes villes hanséatiques de Scandinavie. Les marchands de Flensbourg étaient actifs en mer Méditerranée, au Groenland et dans les Caraïbes. Le commerce était essentiellement basé, en plus du hareng, sur le sucre et l'huile de baleine. Cette dernière était obtenue dans la chasse à la baleine effectuée au large du Groenland.
La guerre de Trente Ans mit fin à cet âge d'or qui vit Flensbourg devenir protestante et s'ouvrir de plus en plus à la culture et à la langue allemande, tandis que l'arrière-pays restait profondément danois.

### Résurgence en tant que «ville de rhum» auxXVIIIeetXIXesiècles
Flensbourg connut un second âge d'or au XVIIIe siècle grâce au commerce du rhum. Le sucre brut des Indes occidentales danoises était en effet importé et raffiné dans cette ville. Le commerce était assuré par la Compagnie danoise des Indes occidentales et de Guinée. Au XIXe siècle cependant, les raffineries de Flensbourg ne purent plus tenir face aux raffineries des grandes villes voisines, Hambourg et Copenhague. Après la guerre des Duchés, le sucre des Indes occidentales ne fut plus exporté vers Flensbourg, mais vers la Jamaïque britannique et une seule des plus de vingt raffineries de la ville a survécu jusqu'à aujourd'hui.
Entre 1460 et 1864, Flensbourg était le deuxième port du Danemark après Copenhague. Après la guerre des Duchés, la ville fut rattachée à la Prusse et l'influence allemande se renforça de plus en plus. Cela n'empêche pas qu'aujourd'hui encore de nombreux habitants se sentent danois.
Le 9 septembre 1762 naît le compositeur allemand Heinrich Harries qui écrira les paroles de l'hymne royal prussien, devenu en 1871 l'hymne impérial allemand sur la mélodie de l'hymne anglais God Save the Queen.

### Référendum dans le Schleswig

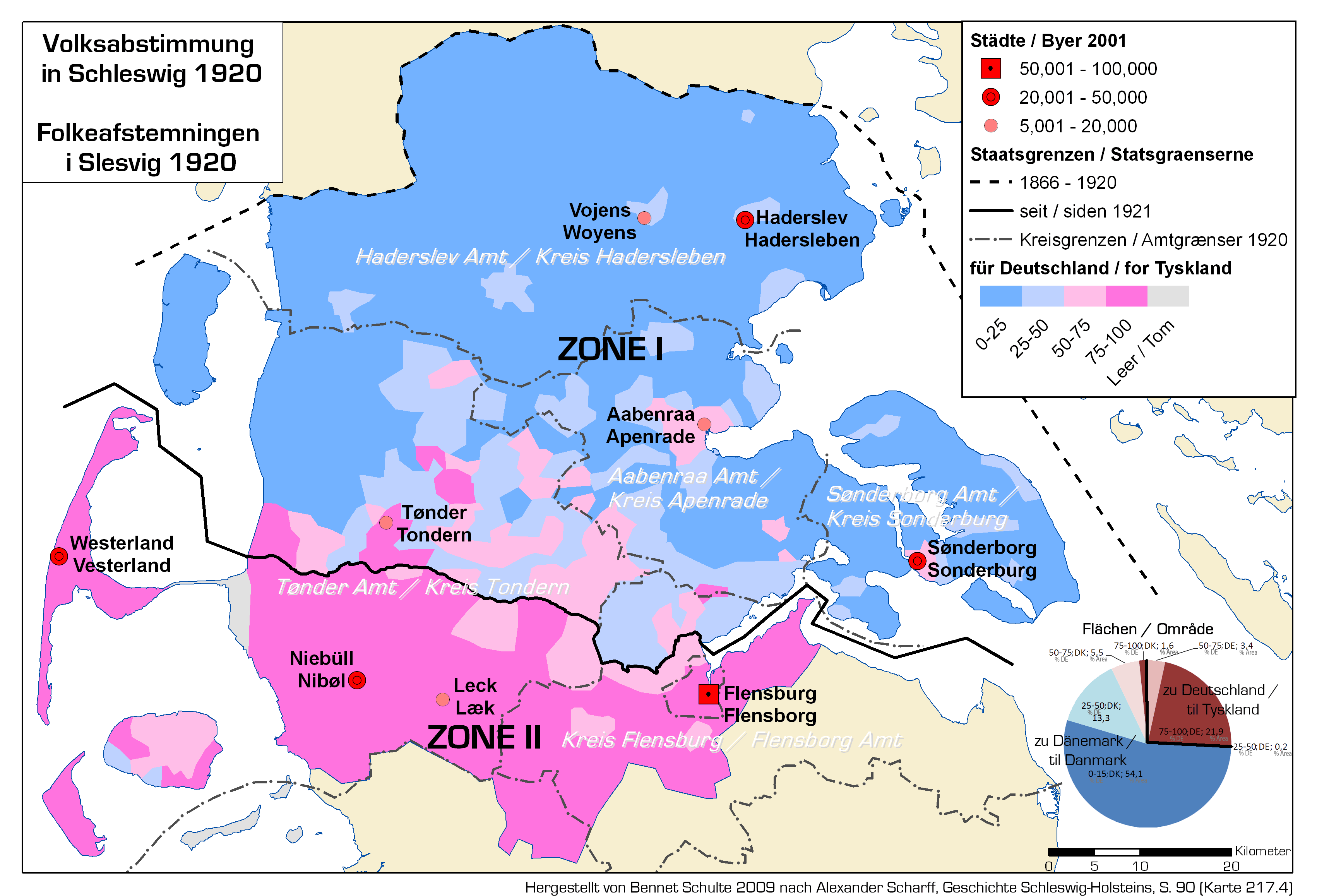
Lors du référendum de 1920 dans le Schleswig, les trois quarts des électeurs de Flensbourg votèrent pour rester dans le Reich allemand. En conséquence, Flensbourg est devenue une ville frontalière.

En 1920, à la suite d’une décision de la SDN, un vote a eu lieu concernant la frontière entre le Danemark et l'Allemagne dans le Schleswig (Jutland septentrional). Dans le Schleswig du Nord, le vote s’est déroulé en bloc. 75 % de la population totale de ce bloc a opté pour le Danemark, tandis que la population minoritaire des villes du sud de cette région a voté pour l’Allemagne et a donc été mise en minorité par la population rurale du nord. Par exemple, les villes de Tønder (avec 76 % de votes pour l’Allemagne), Hoyer (73 %), Tingleff (64 %), Sønderborg (55 %) et Aabenraa (54 %), ainsi que les zones méridionales de la zone de vote (environ 40-59 %) ont voté pour l'Allemagne.
Par contre, le Schleswig septentrional, y compris Flensbourg, vota en bloc à une large majorité en faveur de rester en Allemagne. Sur la carte de droite, on peut voir les résultats exacts du référendum.

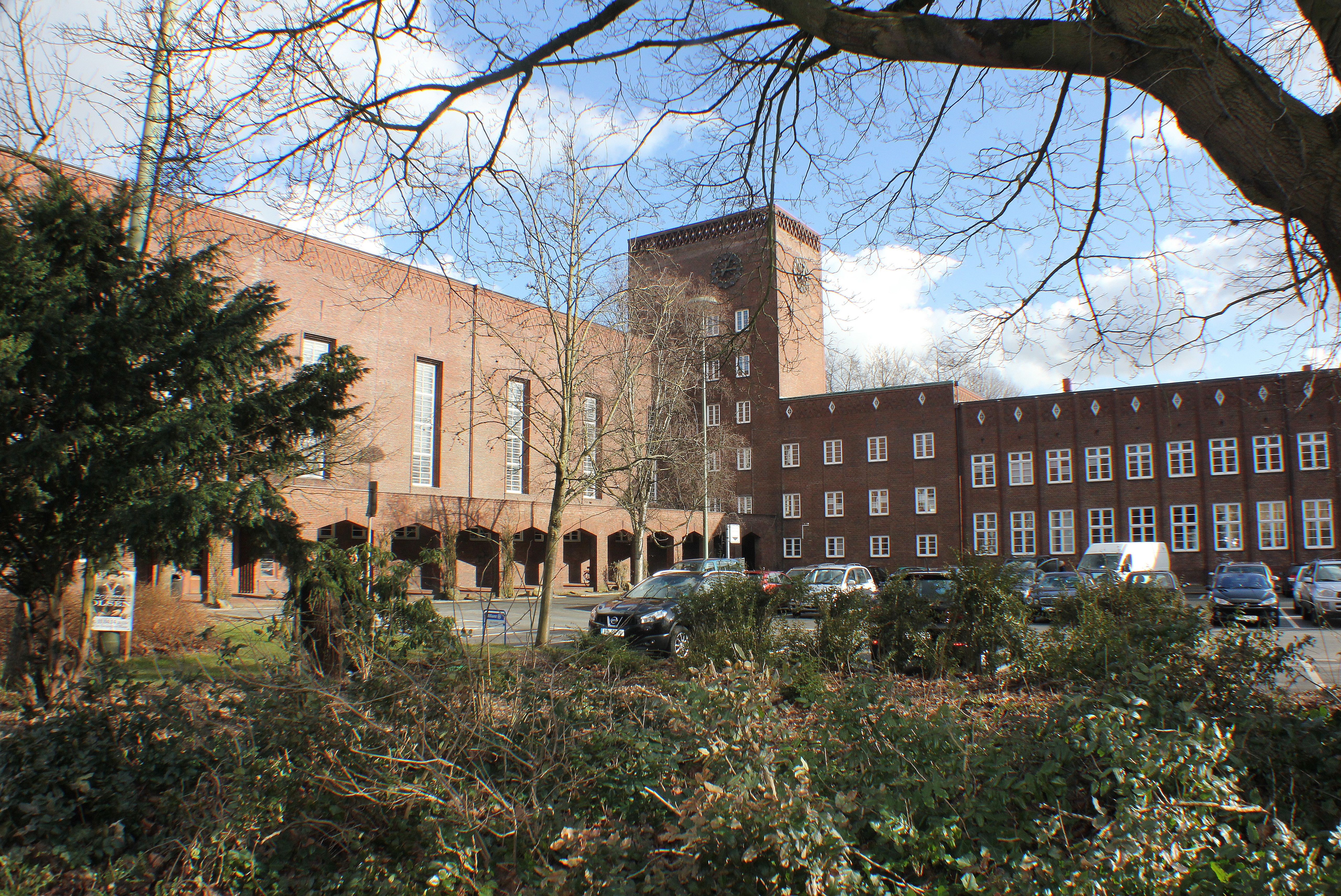
Deutsches Haus („Maison Allemande“)

La ville de Flensbourg a reçu la "Deutsches Haus" (Maison allemande) du gouvernement du Reich en remerciement de ce vote pro-allemand. Les maisons "Borgerforeningen" et "Flensborghus" sont depuis devenus des centres danois à Flensbourg.

### Le national-socialisme et la Seconde Guerre mondiale
Lorsque les Nazis sont arrivés au pouvoir en 1933, l’administration de la ville de Flensbourg a été "alignée" (en allemand Gleichschaltung) et Wilhelm Sievers, un membre de longue date du NSDAP, fut nommé maire.
Fin de 1935, il fut remplacé par Ernst Kracht, qui fait enlever la fontaine Bismarck en 1937 pour raisons idéologiques.
Le 9 novembre 1938, la ferme Jägerslust fut attaquée par la police et la Schutzstaffel ("SS"). Presque toute la famille juive Wolff qui y vivait a été transférée dans un camp de concentration et assassinée, marquant ainsi le début de la persécution systématique des juifs à Flensbourg. Aujourd’hui, 45 "Stolpersteine", des pavés avec des inscriptions sur plaques, nous rappellent les destins spécifiques de ces personnes juives.
Au cours du réarmement avant la Seconde Guerre mondiale, l’importance de Flensbourg en tant que base navale et garnison militaire a augmenté.
En 1938, l’école des douanes de Flensbourg a été créée dans une ancienne école secondaire.
Pendant la Seconde Guerre mondiale, la ville n’a subi que des dommages sporadiques de 41 bombardements, qui ont coûté la vie à 176 personnes et détruit 4,7% de la ville.
En mai 1945, après les suicides d’Adolf Hitler et de Joseph Goebbels durant la chute de Berlin, le grand-amiral Karl Dönitz, successeur désigné du Führer, instaure le « gouvernement de Flensbourg » chargé de négocier la reddition allemande et d'administrer les dernières forces du Reich. Les membres de ce gouvernement furent finalement arrêtés le 23 mai 1945 a Flensbourg par les forces britanniques.

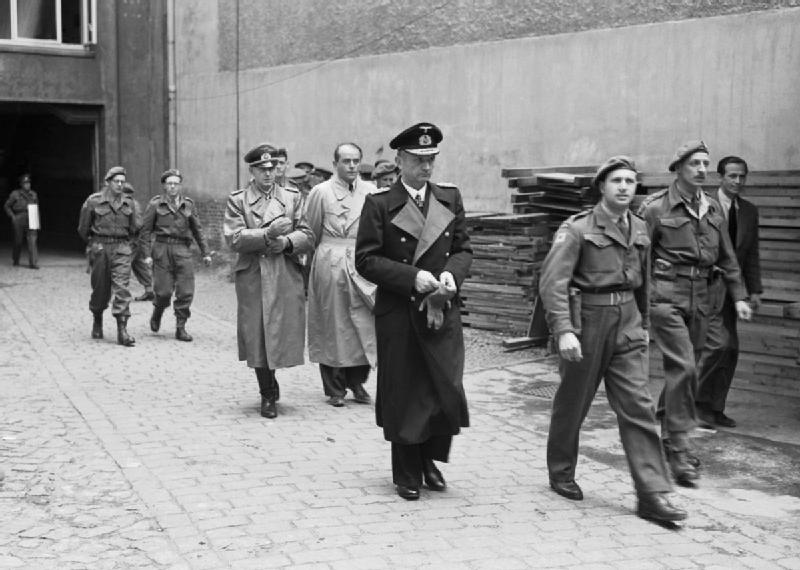
Arrestation du grand amiral Karl Dönitz, du colonel général Alfred Jodl et du professeur Albert Speer par des soldats anglais, quartier général de la police de Flensbourg

### Après-guerre
Après la fin de la Seconde Guerre mondiale, Flensbourg appartenait à la zone d’occupation britannique. L’administration militaire britannique a mis en place deux camps à Flensbourg pour héberger les personnes dites déplacées. La majorité d’entre eux étaient d’anciens travailleurs forcés originaires de Pologne, d’Ukraine, des États baltes et de Yougoslavie.
Dans la période qui a suivi la guerre, de nombreuses personnes déplacées sont arrivées dans la ville, de sorte que la population a dépassé 100.000 habitants pendant plusieurs années. Comme dans le reste du Schleswig, un mouvement pro-danois relativement fort s’est développé à Flensbourg après 1945. L’objectif de nombreux partisans était l’annexion de la ville au Danemark. Pendant quelques années après 1945, Flensbourg avait des maires issus de la minorité danoise.
En 1956, l’école des douanes de Flensbourg, située dans les bâtiments de l’école navale de Mürwik, fut déplacée de Flensbourg. La marine allemande avait de nouveau besoin du complexe de bâtiments dans le quartier de Mürwik et s’y installa la même année, le ramenant à sa fonction initiale d’école d’officiers de marine.
Après la fondation de la République fédérale d’Allemagne, Flensbourg bénéficia de plus en plus de la mise en place d’installations militaires, destinées à compenser les désavantages économiques de la situation périphérique de la ville. La décision d’installer l’Office fédéral des transports automobiles (en) à Flensbourg (Kraftfahrt-Bundesamt ou "KBA") s’inscrivait dans ce cadre.
Le premier sex-shop du monde a été ouvert à la Noël 1962 à Flensbourg à l'initiative de la célèbre  Beate Uhse. Elle avait le nom de „Fachgeschäft für Ehehygiene“ (magasin spécialisé pour l'hygiène maritale).

### Fin desXXeetXXIesiècles
En 1970, le district de Flensbourg-Land a été élargi en incluant les communes de l’Amt de Medelby. En 1974, le nouveau district de Schleswig-Flensbourg fut établi, avec son siège à Schleswig. En conséquence, Flensbourg perdit sa fonction de siège de district, mais resta une ville indépendante.
Lors de la catastrophe neigeuse dans tout le nord de l’Allemagne à la fin de 1978[pas clair], Flensbourg a été coupée du monde extérieur pour quelques jours. Même les forces de récupération de la Bundeswehr avec ses chars n’ont pas réussi à dégager l’autoroute 7 et le trafic ferroviaire depuis Kiel a été paralysé. Cette situation neigeuse s’est accompagnée d’une inondation dans le port de Flensbourg allant jusqu’à 1,60 m au-dessus du niveau normal de la mer. Les routes près du port ont été inondées.
Depuis la réunification allemande en 1990, cependant, le nombre de soldats a de nouveau diminué de plus de 8.000 à mesure que les installations militaires ont été démantelées ou déplacées vers l’Est de l'Allemagne. En particulier, les unités de la flotte (3. Schnellbootgeschwader et 1. Minensuchgeschwader) ont été transférées en Mecklembourg-Poméranie-Occidentale. Aujourd’hui, les bâtiments et des anciennes installations portuaires de la marine sont utilisées pour des bateaux de plaisance (Marina Sonwik).
Le village d'Adelby a été intégré à la commune de Flensbourg en 1994.
En 2019, une météorite est tombée près de la ville. C'est une chondrite carbonée de type C1 mais non groupée, et l'une des rares météorites dont on a pu déterminer la trajectoire et l'origine.
Une puissante tempête venue de l’est a provoqué d'importantes inondations à Flensbourg les 21 et 22 octobre 2023. Selon les données de l’Administration des voies navigables et de la navigation, le niveau de l’eau a atteint 2,27 mètres au-dessus du niveau moyen, ce qui constitue la valeur la plus élevée à Flensbourg depuis plus de 100 ans. De nombreux bâtiments à proximité immédiate du port ont été inondés, l’électricité a dû être coupée, de sorte que le pompage des bâtiments n’a pu reprendre qu’après l’inondation.

## Politique

### Histoire des institutions
Pendant des siècles, la ville de Flensbourg a été dirigée par le conseil municipal, avec deux maires, un pour la ville du nord (St. Marien) et un pour la ville du sud (St. Nikolai et St. Johannis). Les membres du conseil et les maires étaient nommés par le conseil lui-même. Si des membres du conseil se retiraient, les successeurs étaient nommés par les membres restants du conseil, chacune des deux moitiés de la ville ayant un nombre égal de membres au conseil. Les conseillers portaient généralement le titre de « sénateur ».
Le conseil a existé à Flensbourg jusqu'en 1742; puis le « maire du Nord » a été nommé « maire dirigeant » par le souverain, c'est-à-dire le roi du Danemark. Ce « maire dirigeant » est devenu plus tard le « premier maire ». Le « second maire » ne portait que le titre de « maire ». Après le transfert de la ville à la Prusse, à partir de 1870, les maires ont été élus par les citoyens de la ville, le « premier maire » recevant généralement le titre de Oberbürgermeister. À l'époque du national-socialisme, la nomination du maire de la ville était faite directement par le NSDAP.
Après la Seconde Guerre mondiale, une direction de l'administration divisée en deux a été introduite sur le modèle britannique. À la tête de la ville, l'Oberbürgermeister élu par le conseil municipal était initialement le président du conseil. En outre, il y avait un Oberstadtdirektor à la tête de l'administration. En 1950, le nouveau code municipal du Schleswig-Holstein est entré en vigueur. Le titre d'Oberbürgermeister a été (à nouveau) transféré au chef de l'administration. Il a été longtemps élu par le conseil, avant que cette compétence soit transférée au peuple en 1999. Depuis lors, le président du conseil municipal porte le titre de Président de la ville (Stadtpräsident). Il est élu par le Conseil après chaque élection locale.

### Conseil de ville
Le Conseil de ville (Ratsversammlung) est le parlement municipal de la ville de Flensbourg. Les citoyens décident de sa composition tous les cinq ans. La dernière élection a eu lieu le 14 mai 2023.
| Parti          | 1982 | 1986 | 1990 | 1994 | 1998 | 2003 | 2008 | 2013 | 2018 | 2023 |
| -------------- | ---- | ---- | ---- | ---- | ---- | ---- | ---- | ---- | ---- | ---- |
| CDU            | 18   | 15   | 15   | 13   | 14   | 17   | 9    | 10   | 8    | 8    |
| SPD            | 14   | 16   | 19   | 16   | 15   | 11   | 7    | 9    | 8    | 6    |
| Verts          | 0    | 3    | 3    | 4    | 2    | 4    | 3    | 5    | 8    | 11   |
| SSW            | 11   | 9    | 9    | 11   | 12   | 11   | 9    | 8    | 8    | 11   |
| FDP            | 0    | 0    | 0    | 0    | 0    | 0    | 2    | 2    | 3    |      |
| La Gauche      | 0    | 0    | 0    | 0    | 0    | 0    | 3    | 2    | 3    |      |
| Listes locales | 0    | 0    | 0    | 0    | 0    | 0    | 10   | 7    | 5    | 8    |
| Total          | 43   | 43   | 47   | 44   | 43   | 43   | 43   | 43   | 43   | 44   |

### Liste des maires de Flensbourg
- 1945-1955 : Friedrich Drews, Parti social-démocrate de Flensbourg (SPF).
- 1955-1963 : Thomas Andresen, Union chrétienne-démocrate d'Allemagne (CDU).
- 1963-1977 : Heinz Adler, Parti social-démocrate d'Allemagne (SPD).
- 1978-1982 : Bodo Richter, SPD.
- 1982-1983 : Helmuth Christensen, Fédération des électeurs du Schleswig du Sud (SSW).
- 1983-1999 : Olaf Cord Dielewicz, SPD.
- 1999-2004 : Hermann Stell, CDU.
- 2004-2005 : Helmut Trost, SPD.
- 2005-2011 : Klaus Tscheuschner, sans parti, présenté par la CDU.
- 2011-2017 : Simon Faber, SSW.
- 2017-2023 : Simone Lange, SPD.
- Depuis 2023 : Dr Fabian Geyer, sans parti.

## Démographie
Le bureau des statistiques de la ville a enregistré l’évolution récente de la population comme suit:
| Année      | 2022   | 2021   | 2020   | 2019   | 2018   | 2017   |
| ---------- | ------ | ------ | ------ | ------ | ------ | ------ |
| Population | 99.341 | 97.882 | 96.731 | 96.920 | 96.187 | 95.451 |

Depuis 2011, il existe un litige entre la ville de Flensbourg et la République fédérale d’Allemagne sur la régularité du recensement de 2011. Flensbourg soutient que les résultats du recensement montrent la population de la ville trop faible. À la suite du rejet du recours en première instance, la procédure est 2023 toujours pendante en deuxième instance. La différence entre les données de la ville de Flensbourg et du bureau de statistique est rémarquable: pour le 30 septembre, 2023, le bureau ne compte que 92.806 personnes pour Flensbourg, soit 7% environ moins que la ville publiait pour 2022.
Les chiffres ci-dessous représentent des données historiques des recensements ou – avant 1875 - des estimations publiées par la ville de Flensbourg:
| Date ou année | 31.12.2012 | 31.12.2003 | 30.6.1997 | 27.5.1987 | 30.6.1985 | 30.6.1980 | 30.6.1975 | 27.5.1970 | 6.6.1961 | 13.9.1950 | 17.5.1939 | 16.6.1933 |
| ------------- | ---------- | ---------- | --------- | --------- | --------- | --------- | --------- | --------- | -------- | --------- | --------- | --------- |
| Population    | 89.375     | 85.300     | 86.100    | 86.554    | 86.900    | 88.200    | 93.900    | 95.400    | 98.464   | 102.832   | 70.871    | 66.580    |

| Date ou année | 16.6.1925 | 1.12.1910 | 1.12.1900 | 1.12.1890 | 1.12.1875 | 1835   | 1760  | 1600  | 1436  |
| ------------- | --------- | --------- | --------- | --------- | --------- | ------ | ----- | ----- | ----- |
| Population    | 63.139    | 60.922    | 48.937    | 36.894    | 26.474    | 12.483 | 6.842 | 6.000 | 3.000 |

Le graphique ci-dessous montre l’évolution de la population de Flensbourg, en particulier la forte augmentation pendant la Seconde Guerre mondiale. Le niveau le plus élevé a été atteint au début des années 1950 (Dreißigjähriger Krieg = Guerre de trente ans, 1. Weltkrieg = Prémiere guerre mondiale et 2. Weltkrieg = Seconde guerre mondiale).

## Économie
La structure économique de Flensbourg est déterminée par une proportion supérieure à la moyenne d’emplois dans le secteur des services, soulignant la fonction de la ville en tant que centre régional, emplacement administratif et universitaire.
Les donnes sur la site officielle de la ville montent une partition d’environ 60 % services, environ. 25 % commerce, transports et hôtellerie et restauration, et environ 15 % de l’industrie manufacturière.
Les quelque 3.300 entreprises de Flensbourg emploient environ 44.000 personnes, soit un emploi pour 2,2 habitants.
En 2016, l’économie basée à Flensbourg a généré un produit intérieur brut (PIB) de 8,243 milliards d’euros, se classant au 75e rang du classement des villes allemandes en termes de production économique. Le PIB par habitant la même année était de 42 827 euros (la moyenne de Schleswig-Holstein: 31.294 euros, la moyenne de l’Allemagne : 38.180 euros) et donc supérieur à la moyenne régionale et nationale. En 2016, il y avait environ 59 900 personnes employées dans la ville. Le taux de chômage était de 7,3 % en décembre 2018.
Flensbourg est la plus grande ville de la Eurorégion « Sønderjylland-Schleswig « de 7.714 km², qui a été créée en 1997 et qui compte plus de 700.000 habitants.
En tant que centre régional, ville administrative et université, la structure économique de Flensbourg se caractérise par le secteur des services publics et privés, dans lequel travaillent environ la moitié des salariés. Le secteur industriel est dominé par des entreprises opérant dans les domaines de la réfrigération et du chauffage, de l’électrotechnique, des télécommunications, de l’ingénierie des communications, de la construction mécanique, de la mécanique de précision et du traitement du papier. Flensbourg est aussi siège d’un chantier naval, le Flensburger Schiffbaugesellschaft, et d'une brasserie, le Flensburger Brauerei.

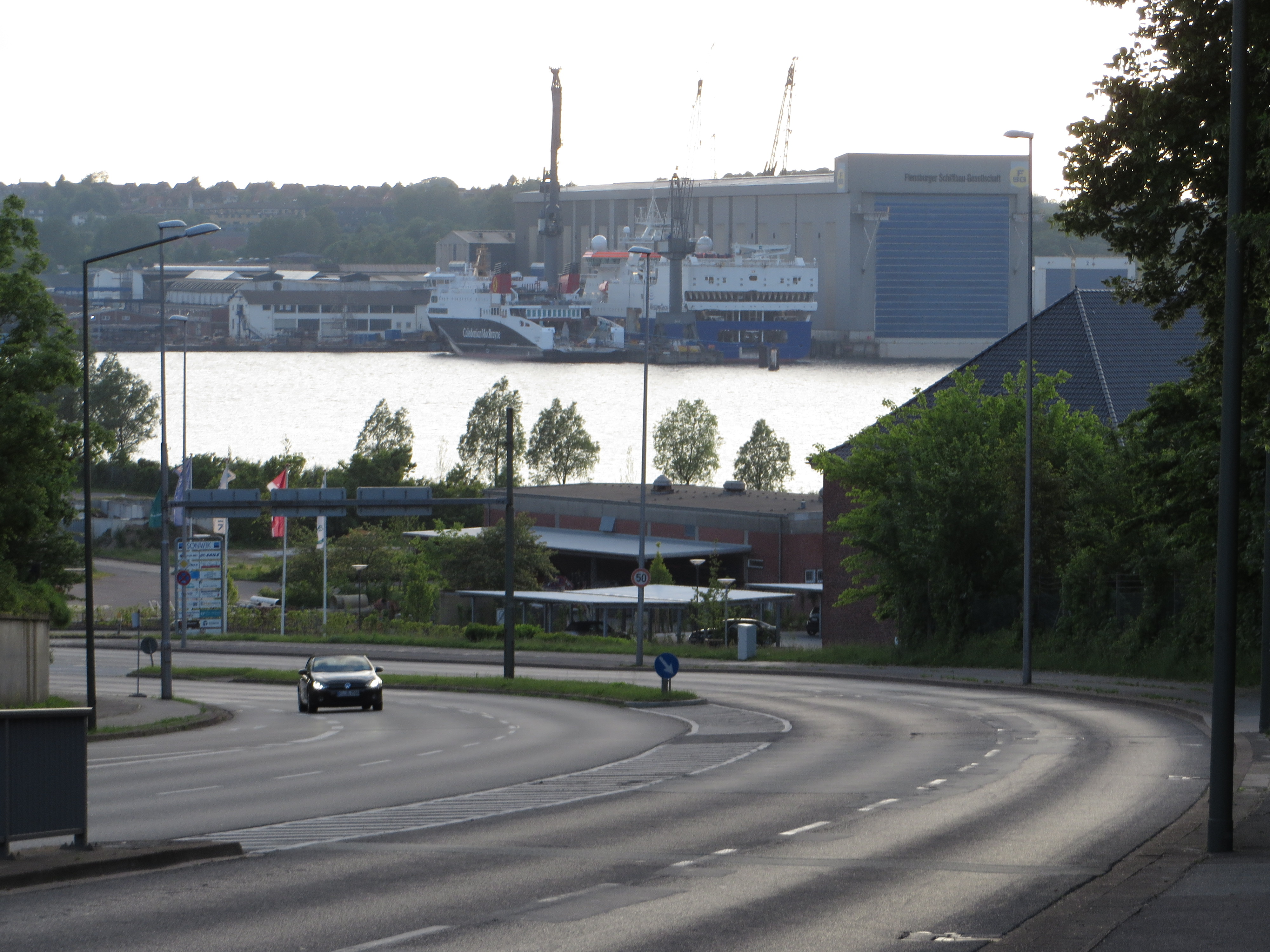
Le chantier naval de Flensbourg, Flensburger Schiffbaugesellschaft, vu depuis Ziegeleistrasse

Étant l’une des anciennes villes de garnison les plus importantes d’Allemagne de l’Ouest, Flensbourg a dû gérer une sévère perte d’emplois après le retrait des unités navales et l'école navale des télécommunications dans les années 1990. Cependant, le marché du travail s’est rétabli : En juin 2015, le taux de chômage est repassé sous la barre historique de 10 %. En 2023, ce taux est de 7,7%.
De nombreux magasins á Flensbourg conseillent leurs clients en danois, des entreprises scandinaves y ouvrent des succursales. Populaire auprès des Danois sont les magasins frontaliers locaux, offrant une variété de produits danois à des prix allemands plus bas. Ces environ 60 magasins frontaliers au sud de la frontière germano-danoise avec leurs 3.000 employés réalisent environ 800 millions d’euros de ventes par an.
Selon un rapport de 2002, environ 70% des Danois des zones frontalières (de 0 à 25 km) font leurs courses chez leur voisin du sud achetant le tabac et les sucreries, la bière et le vin, des appareils électroménagers, du matériel de radio et de télévision, des accessoires photographiques et du matériel de navigation de plaisance.
L'Office fédéral pour la circulation des véhicules à moteur, KBA (Kraftfahrtbundesamt) gére le fichier central des contraventions, d'où l'expression populaire "laisser ses points à Flensbourg".

## Médias
Deux quotidiens sont édités à Flensbourg : le Flensburger Tageblatt et le Flensborg Avis, édité en deux langues (allemand et danois).
Le Flensburger Tageblatt apporte des nouvelles pour la ville de Flensbourg et les environs dans le district de Schleswig-Flensburg. Publié six fois par semaine par le Schleswig-Holsteinischer Zeitungsverlag et imprimé à Büdelsdorf près de Rendsburg, le tirage vendu est de 17 545 exemplaires, soit une baisse de 55,1 % depuis 1998.
Flensborg Avis est un quotidien allemand basé à Flensbourg, publié en danois et en allemand depuis 1869. Ce journal se considère comme le porte-parole de la minorité danoise. Le tirage vendu est de 4.636 exemplaires, soit moins 34,1% depuis 1998.

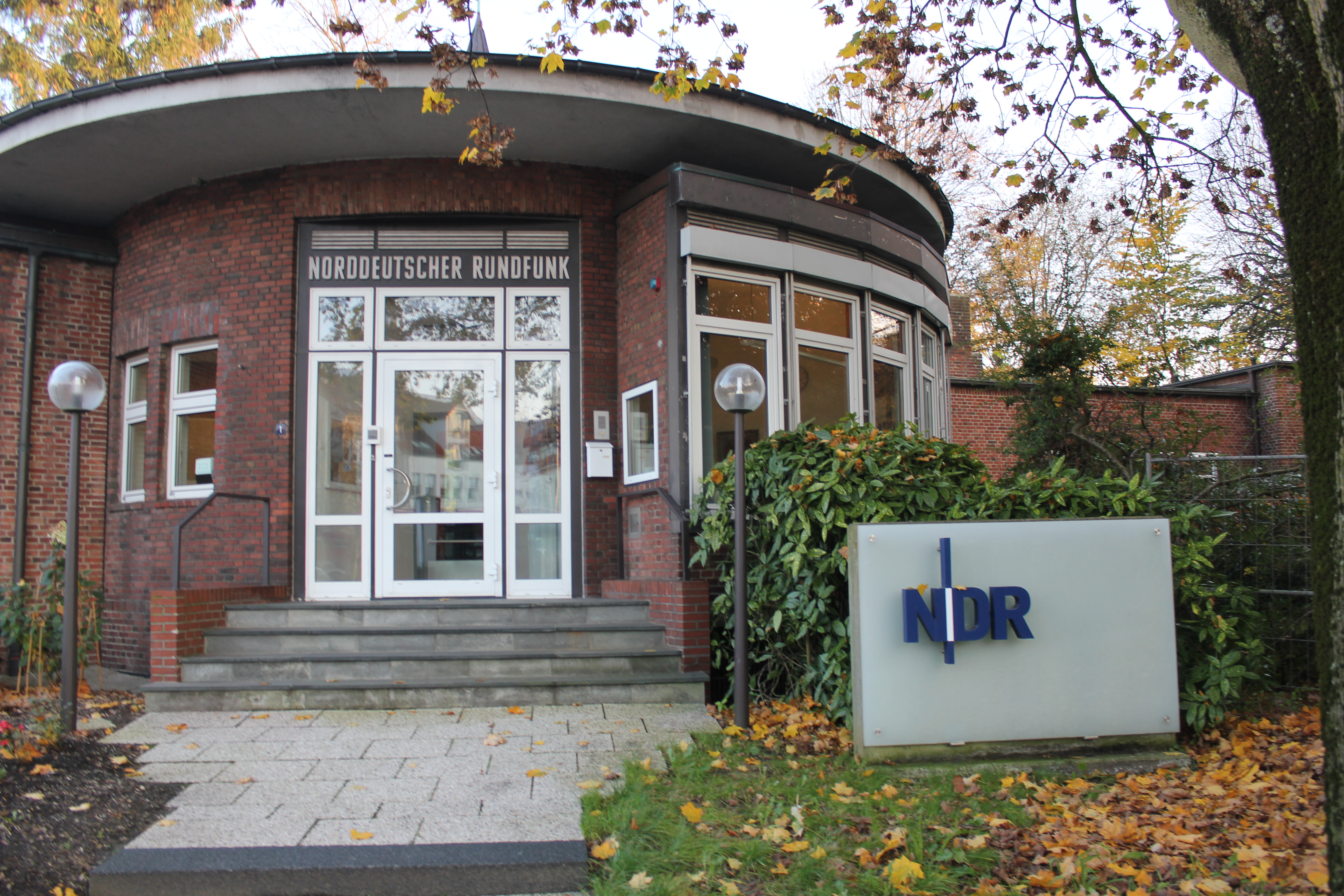
NDR (Studio á Flensbourg).

La station de radio régionale NDR ("Norddeutscher Rundfunk") exploite un petit studio local à Flensbourg, Friedrich-Ebert-Straße 1. Ce bâtiment historique a été construit en 1950 en tant que premier studio NDR á Schleswig-Holstein en conversant l’ancien pavillon de musique de la "Deutsches Haus". Aujourd’hui, le bâtiment est classifié monument culturel. Le studio Flensbourg du NDR se concentre sur les reportages locales.

## Formation
L’Université européenne de Flensbourg est une université qui a émergé de l’Université de l’éducation (« Pädagogische Hochschule »), ce qui peut encore être vu dans les programmes d’études offerts:

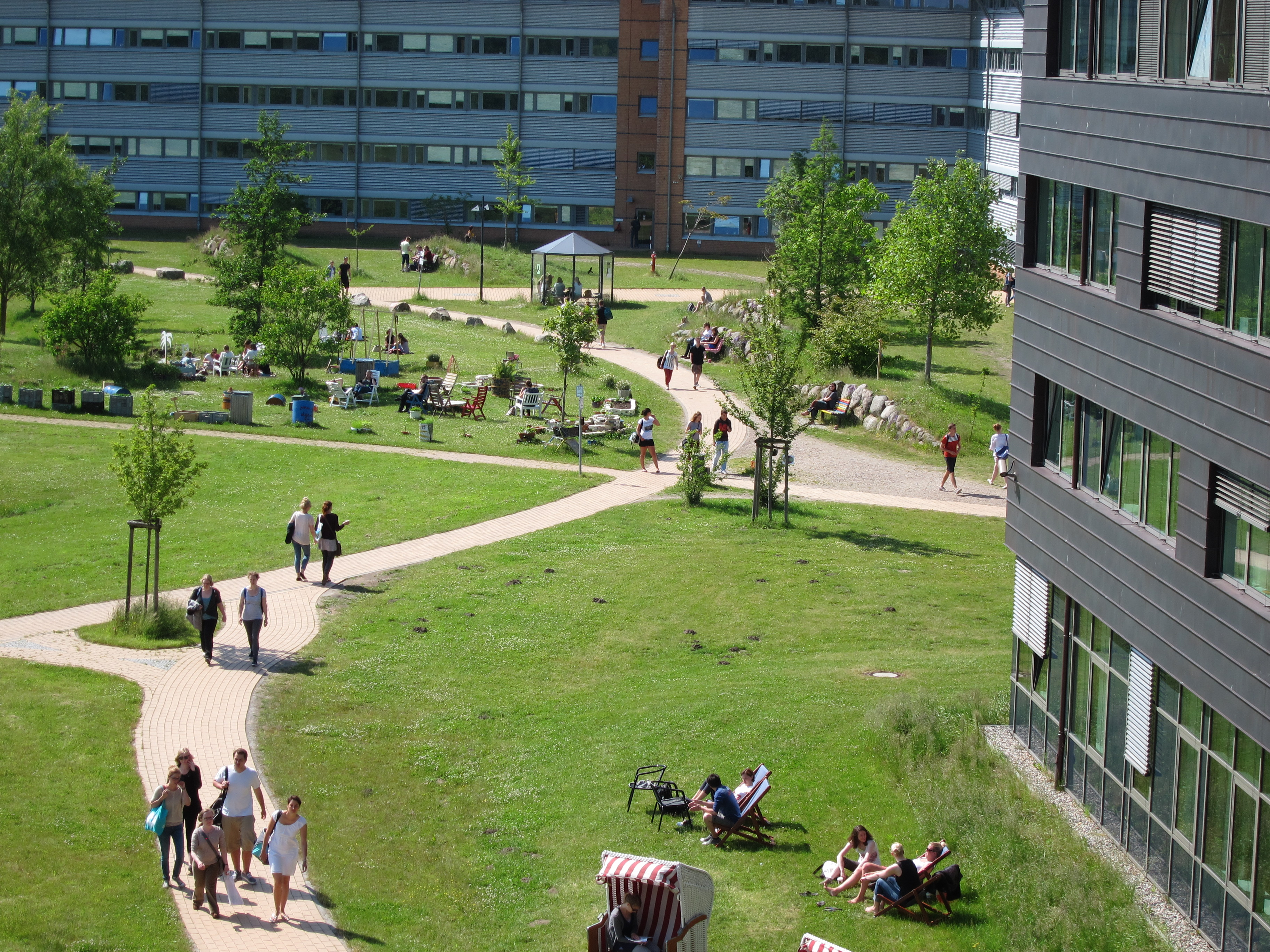
Campus d l'Université de Flensbourg

La faculté I abrite les instituts de mathématiques ainsi que la didactique des mathématiques, des sciences naturelles, de la technologie et de l’éducation physique.
La faculté II abrite les instituts d’études anglaises / américaines, danoise, frisonne (langue minoritaire dans le Schleswig-Holstein) et allemande, d’études romanes et d’éducation spéciale.
Enfin, la faculté III abrite les Instituts d’éducation, de sciences sociales et de théologie, de sciences environnementales, sociales et humaines et de gestion et d’éducation économique.
En 2022, l’université comptait 6 285 étudiants et 89 professeurs, ainsi que 580 autres membres du personnel.
L'université de sciences appliquées de Flensbourg (la Fachhochschule Flensburg) compte environ 3 000 étudiants. Elle est spécialisée dans les domaines techniques et économiques.
Elle est depuis quelques années le siège de l’Union fédéraliste des communautés ethniques en Europe.
L’Académie navale de Mürwik forme les jeunes officiers de la marine de guerre allemande. Les élèves officiers, environ 250 par promotion, y reçoivent une formation militaire et maritime d'une durée d’un an avant de partir étudier quatre années durant dans l’une des deux universités de la Bundeswehr (l’armée allemande) à Hambourg ou Munich. Deux élèves officiers français participant au programme d'échange bilatéral EFENA y reçoivent également une formation chaque année depuis 1993.

## Sport
La ville possède un important club de handball masculin, le SG Flensburg-Handewitt, qui est une place forte du handball allemand (3 titres et 8 deuxième place en Championnat d'Allemagne et 4 victoires en Coupe d'Allemagne) et européen (1 victoire en Ligue des champions, 2 victoires en Coupe des coupes et 1 victoire en Coupe EHF).

## Galerie

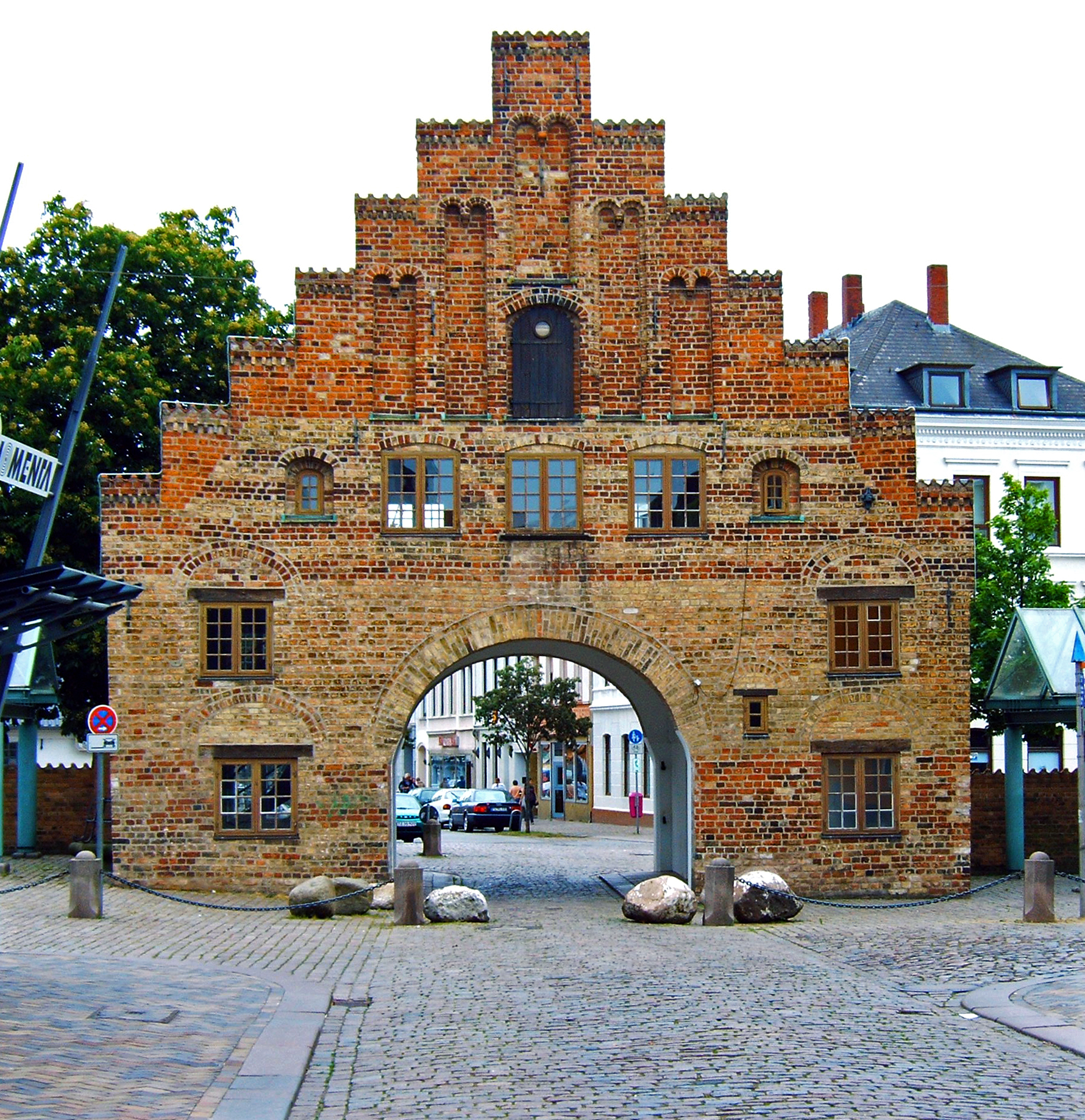
Nordertor.
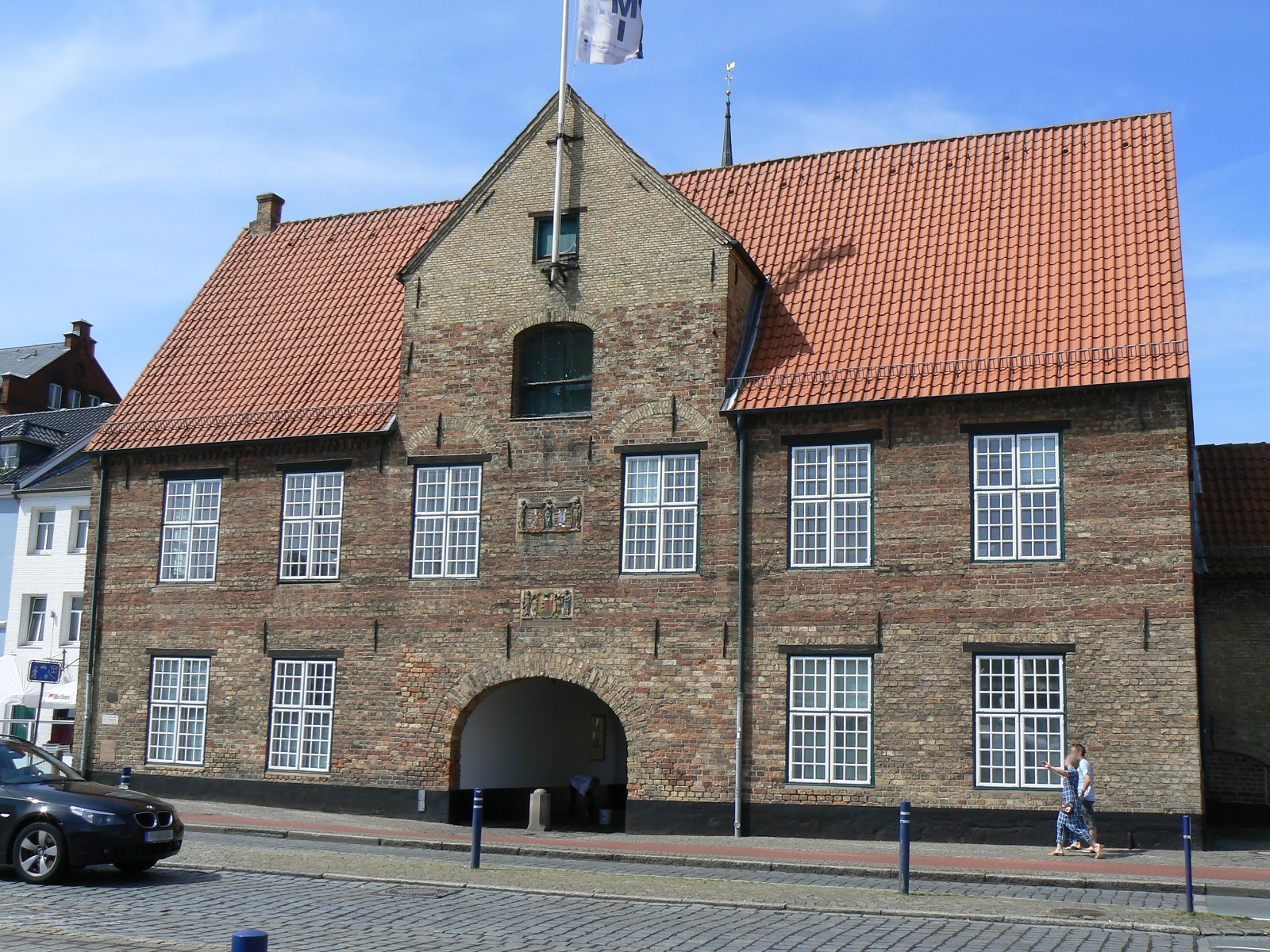
Kompagnietor, une porte médiévale de la ville au port.
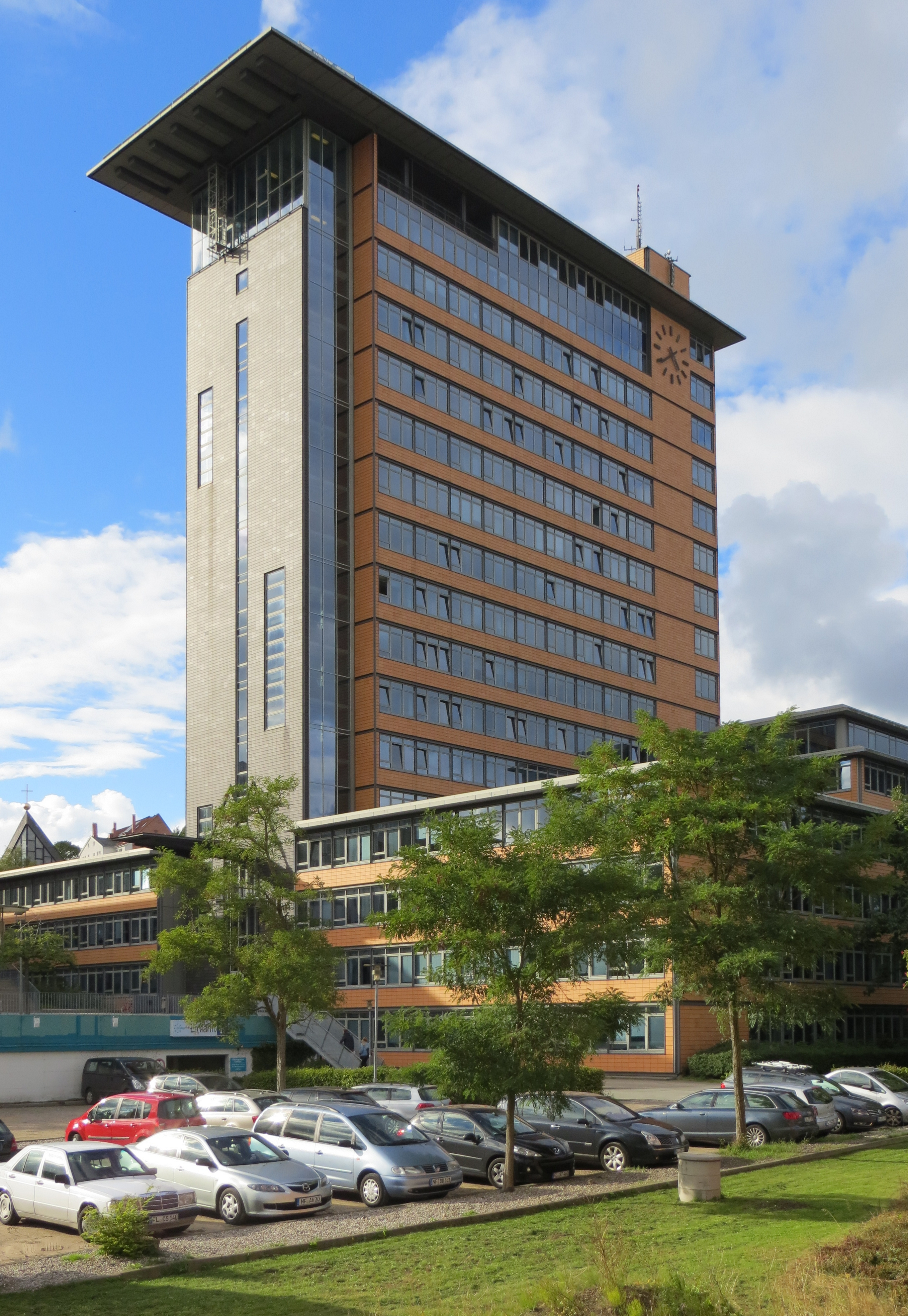
Mairie.
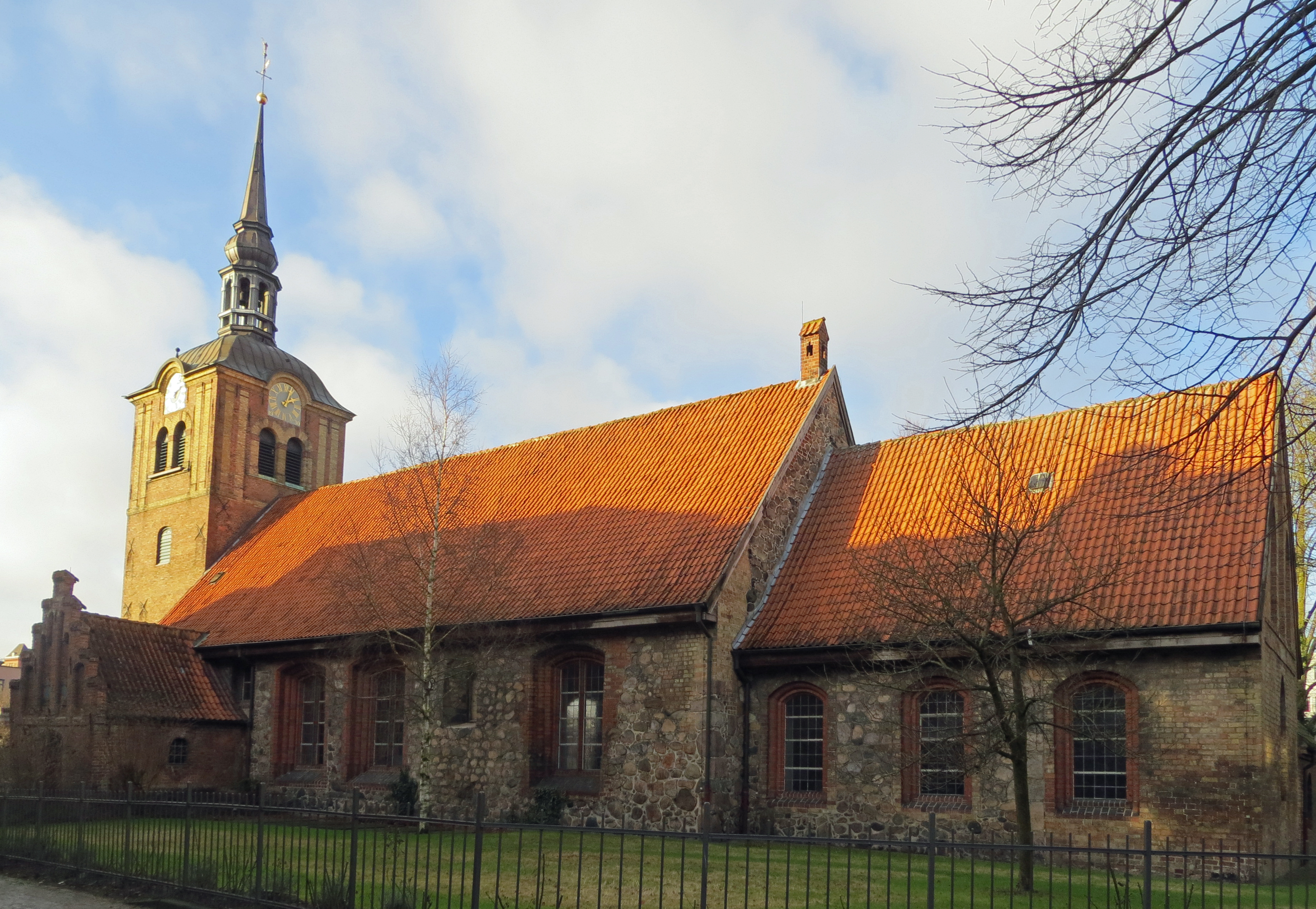
St. Jean, la plus ancienne église de la ville.
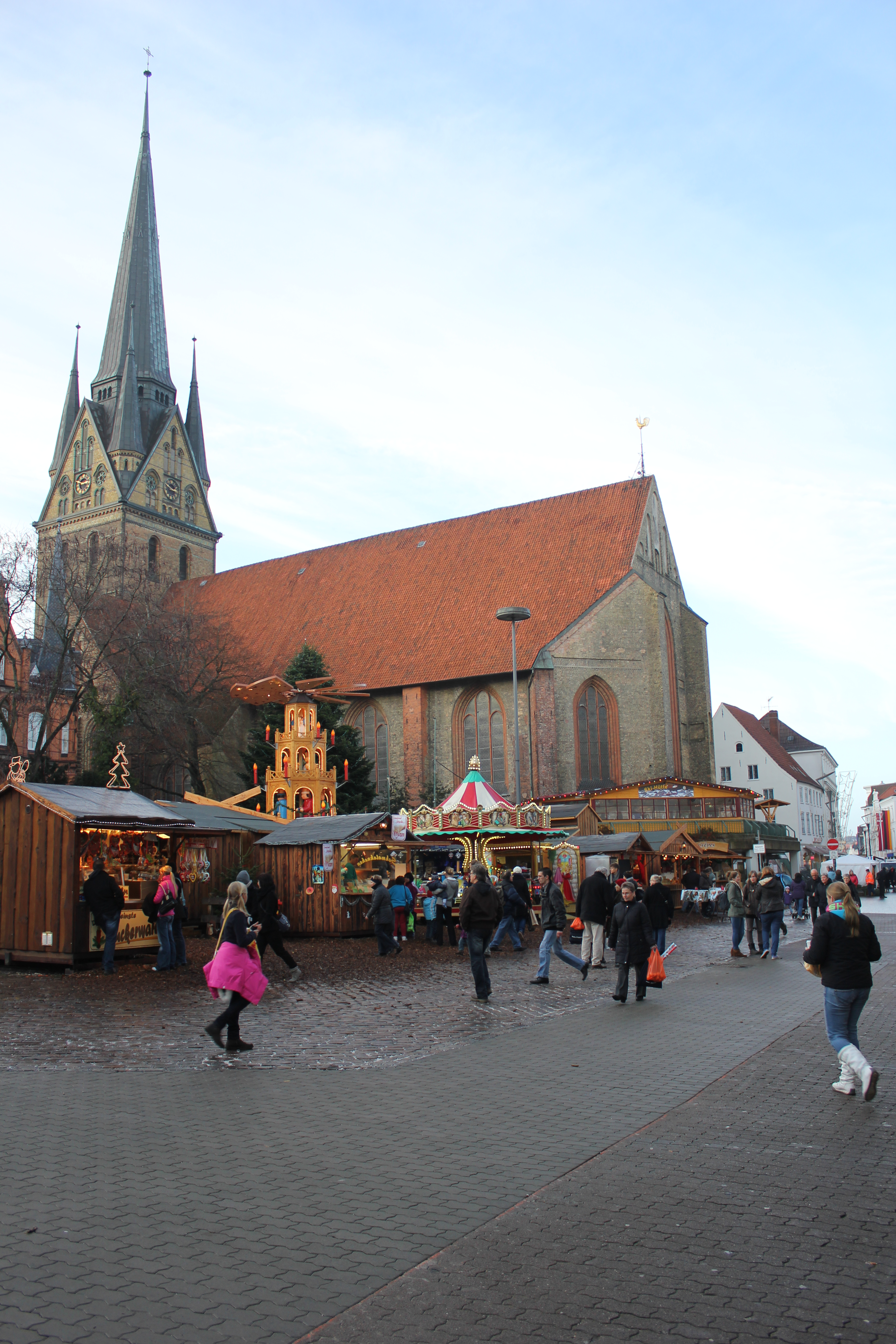
St. Nicolas dans le Südermarkt avec marché de Noël.
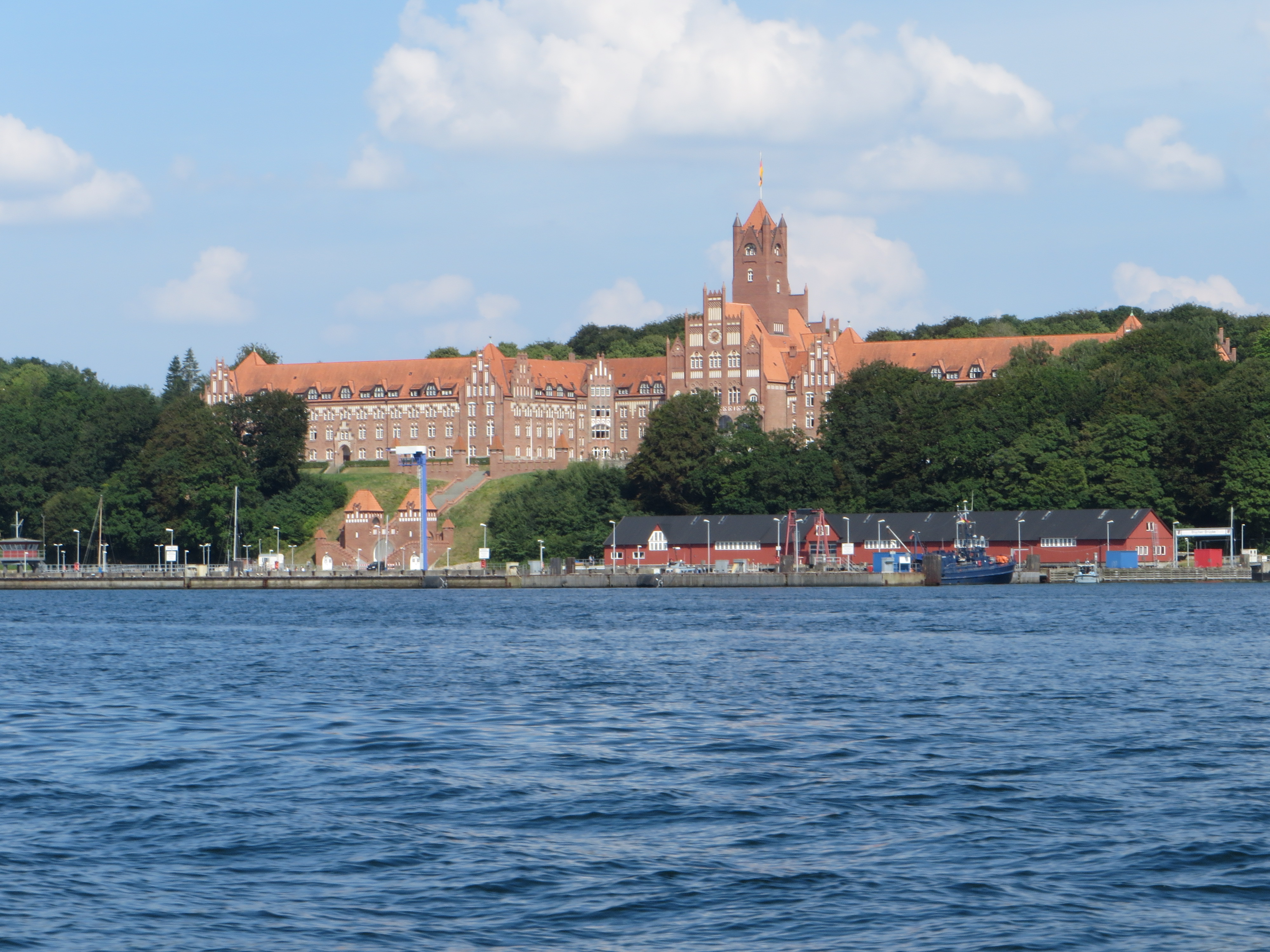
École de la Marine Allemande ("Marineschule Mürwik").
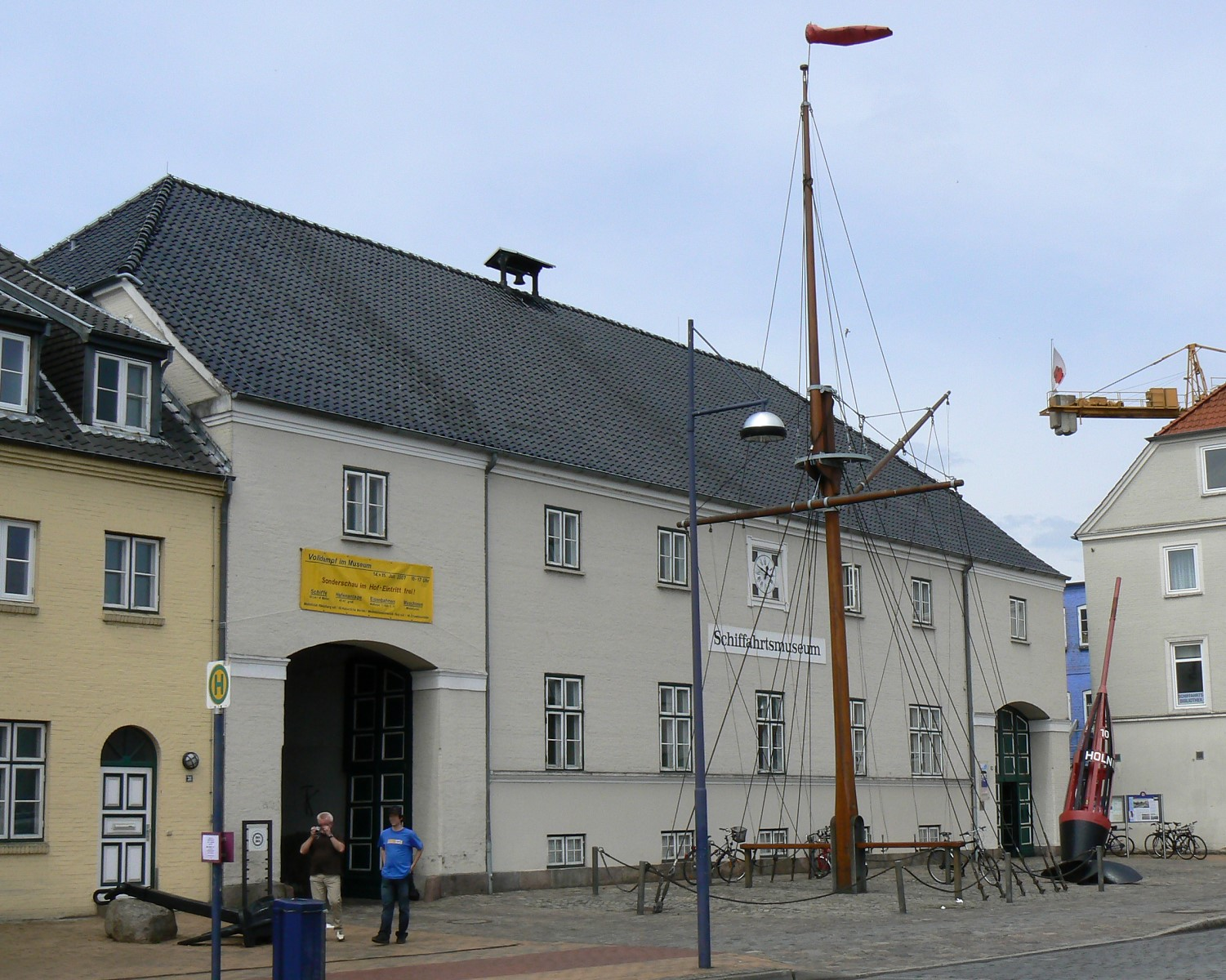
Schiffahrtsmuseum, le musée maritime.
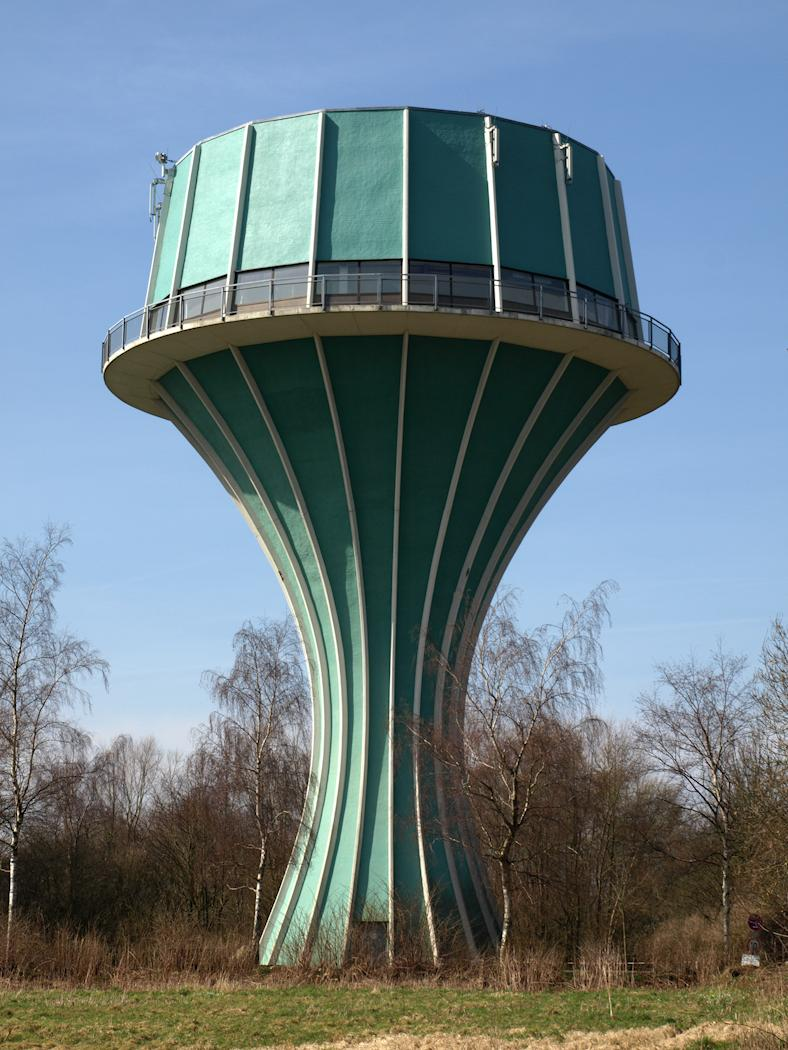
Chateau d'Eau ("Mürwiker Wasserturm.").
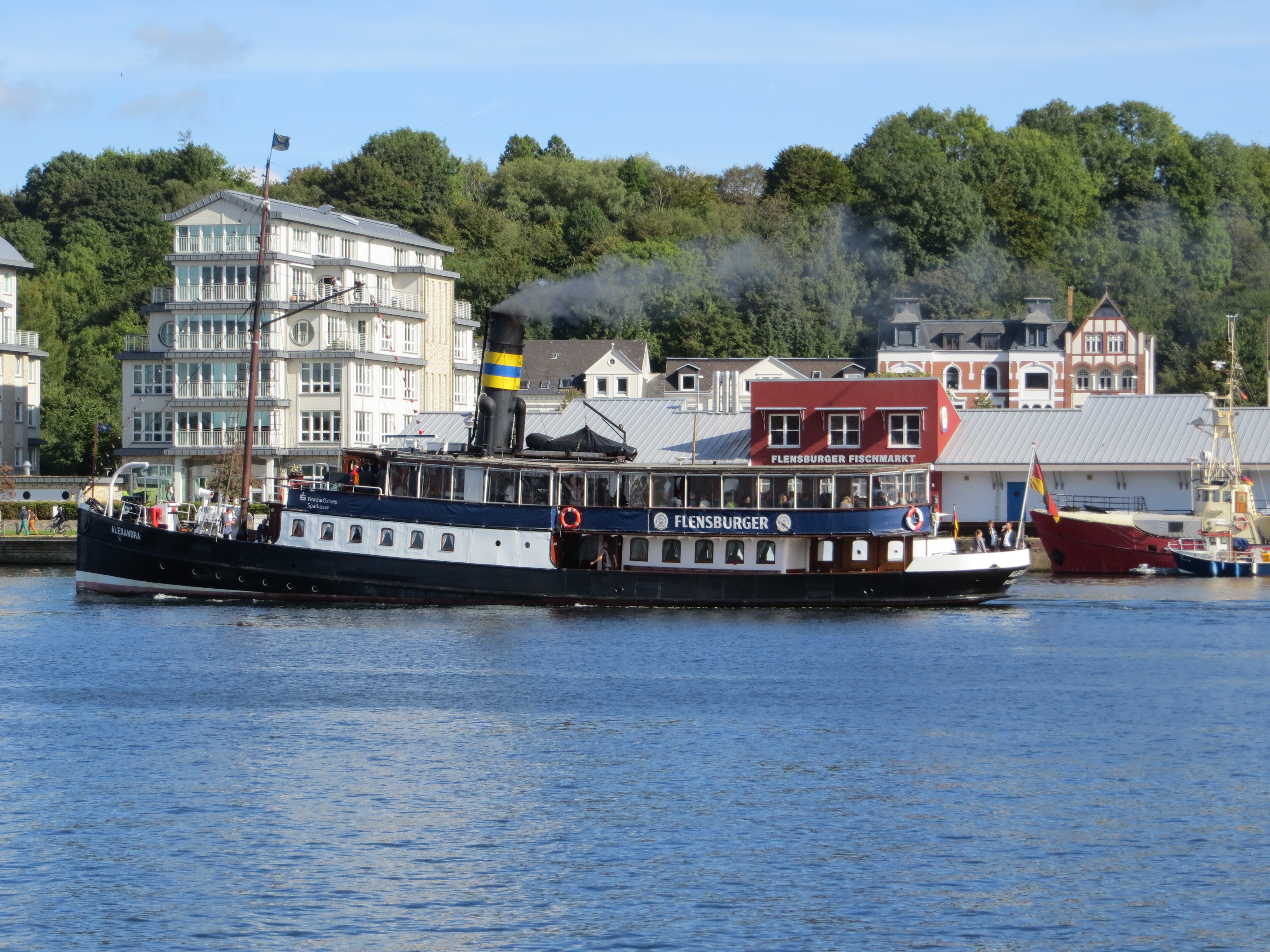
bateau à vapeur de salon "Alexandra".
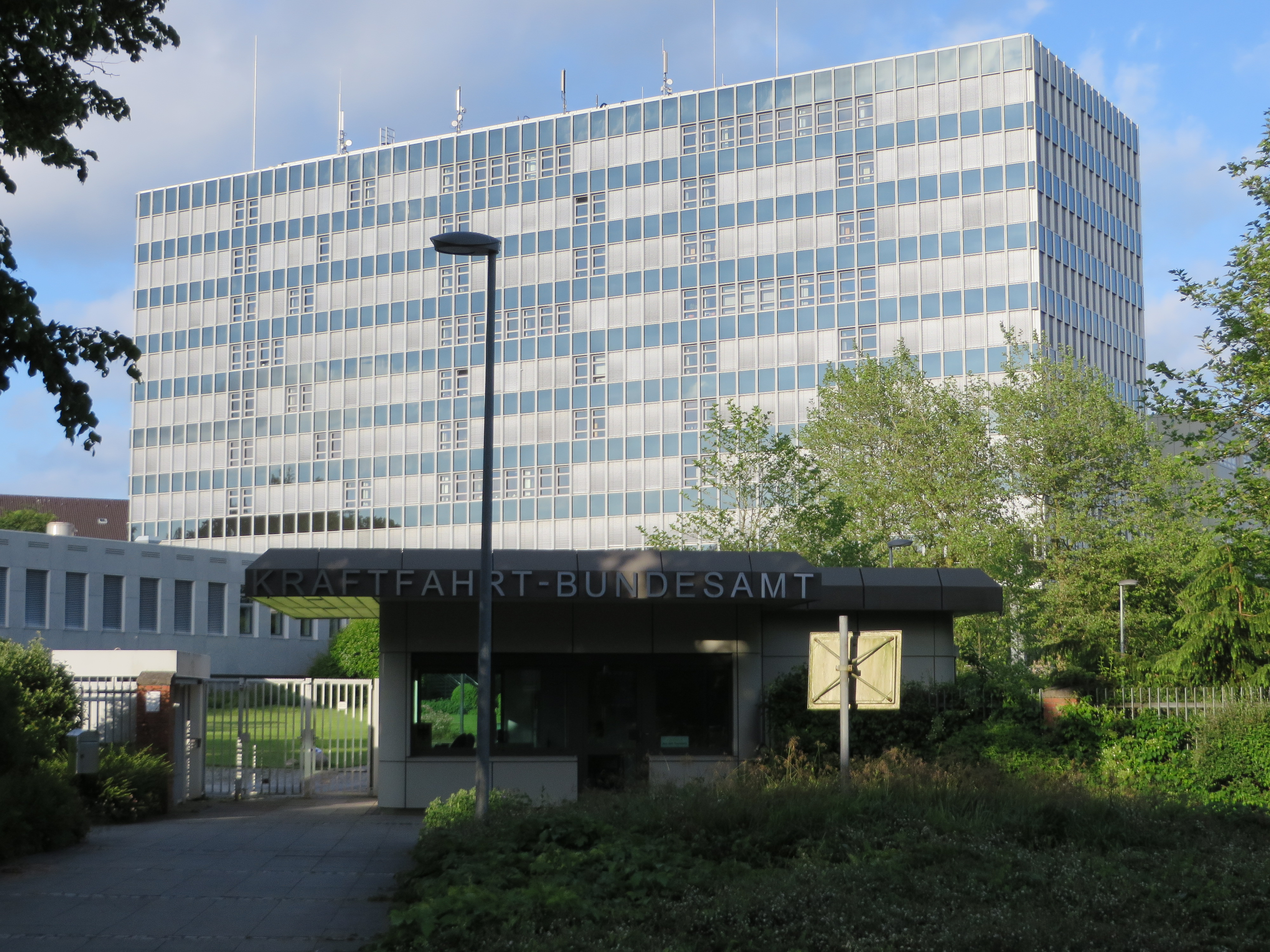
L'Office fédéral pour la circulation des véhicules à moteur, ("Kraftfahrtbundesamt").

## Jumelages
La ville de Flensbourg est jumelée avec :
- Carlisle (Angleterre) ;
- Neubrandenbourg (Allemagne) ;
- Słupsk (Pologne).